# مقاطعة غراي (تكساس)
مقاطعة غراي (بالإنجليزية: Gray  County)‏ هي إحدى المقاطعات في ولاية تكساس، الولايات المتحدة الأمريكية.